# Albrecht Koch (Organist)
Albrecht Koch (* 31. August 1976 in Dresden) ist ein deutscher Domorganist, Dirigent und Domkantor.

## Leben und Wirken
Koch sang als Kind im Dresdner Kreuzchor. Ersten Orgelunterricht erhielt im Alter von 14 Jahren bei Hans-Dieter Schöne und später für kurze Zeit bei Gerhard Dickel in Hamburg. Sein Studium absolvierte er an der Hochschule für Musik Leipzig, zu seinen Lehrern gehörten Arvid Gast, Martin Schmeding und Morten Schuldt-Jensen. Zudem besuchte er Kurse bei Roy Goodman, Ewald Koiman, Lars-Ulrik Mortensen und Hans Fagius.
Seit 2008 ist Koch Domkantor und Domorganist am Freiberger Dom, wo er neben seinem Wirken als Organist den Domchor und die Domkurrenden leitet. Als Organist konzertierte er in Europa und Australien und war unter anderem zu Gast bei den Dresdner Musikfestspielen, beim Bachfest Leipzig, beim Orgelfestival Holland, beim Festival Toulouse les Orgues und beim Madeira Orgelfestival. Neben CD-Aufnahmen wirkte er bei Hörfunk- und Filmproduktionen mit. Sein Repertoire umfasst Werke des Barock bis hin zur romantischen Orgelliteratur, zum Beispiel Werke von Felix Mendelssohn Bartholdy, Max Reger und Sigfrid Karg-Elert.
Koch engagiert sich auch für selten gespielte Werke und für die zeitgenössische Musik und brachte sowohl als Organist als auch mit seinen Chören Werke zur Erstaufführung und zur Uraufführung, darunter auch Auftragskompositionen.
Seit 2010 ist Koch Präsident der Gottfried-Silbermann-Gesellschaft sowie künstlerischer Leiter der Silbermann-Tage und des Gottfried-Silbermann-Orgelwettbewerbs. Seit 2022 ist er Präsident des Sächsischen Kultursenats. Ebenso ist er Mitglied des Vorstands der Kulturstiftung des Freistaates Sachsen und vertritt die Stadt Freiberg in der Vereinigung European Cities of Historical Organs (ECHO). Außerdem wirkt er als Juror bei Orgelwettbewerben.

## Auszeichnungen
- 2022: Sächsische Verfassungsmedaille[8]

## Diskografie (Auswahl)
- Bach und Mendelssohn im Freiberger Dom (Motette Ursina; 2009)
- Silbermann Französisch. Werke von Bach, Grigny, Otto (Querstand; 2013)
- Te Deum laudamus. Mit Ensemble Chordae Freybergensis, Freiberger Dommusik (cpo; 2014)
- Begegnungen. Werke von u. a. Bach, Gade, Mendelssohn Bartholdy, Rheinberger (Querstand; 2017)

- Freiberger Silberklang. Mit Clemens Lucke, Orgel. Werke von u. a. Bach, Beyer, Muffat, Buttstett, Krieger (Querstand; 2022)
- Weihnachten im Freiberger Dom. Chor- und Orgelkonzert im Kerzenschein. Mit Freiberger Domchor, Freiburger Domkurrende (Auris subtili)